# Geoglyf
Geoglyffer er store motiver eller mønstre, der er udført på jorden. De er ofte markeret med linjer og flader dannet af sten, grus, jordhøje og lignende eller ved at fjerne eller erstatte overfladen med materialer af en anden farve. Geoglyffer varierer i motiv og størrelse, men stammer ofte fra forhistorisk tid. Nogle er kun synlige fra luften eller på stor afstand.
Eksempler på geoglyffer er Nazca-linjerne i den tørre Nazcaørknenen i Peru, der er store dyrefigurer lavet af inkaindianernes forgængere før 800 e. Kr., og hvide heste og andre figurer i England. Marree Man eller Stuarts kæmpe er en moderne geoglyf som blev opdaget i Australia i 1998. Figuren er 4,2 km høj og forestiller en aboriginer. Oprindelsen er ukendt. I 1960'erne og 70'erne var det desuden jordkunst, hvor naturen indgik som kunstværk eller kulisse. Også arkitektur, by- og vejplaner kan formes som geoglyffer og tegninger i landskabet set ovenfra. Dette kendes bl.a. fra Brasiliens hovedstad, hvis byplanlægning er halvmåneformet, når den ses fra luften.